# Олександрівська сільська рада (Скадовський район)
Олександрівська сільська рада (до 2016 року — Птахівська) — адміністративно-територіальна одиниця та орган місцевого самоврядування у Скадовському районі Херсонської області. Адміністративний центр — село Олександрівка.

## Загальні відомості
- Територія ради: 2,789 км²
- Населення ради: 1 772 особи (станом на 2001 рік)

## Населені пункти
Сільській раді підпорядковані населені пункти:
- с. Олександрівка
- с. Малоолександрівка
- с. Миколаївка
- с. Хатки

## Склад ради
Рада складається з 18 депутатів та голови.
- Голова ради: Дудченко Валентина Степанівна
- Секретар ради: Крилова Ірина Віталіївна

### Керівний склад попередніх скликань
| Прізвище, ім'я, по батькові   | Основні відомості                                                         | Дата обрання | Дата звільнення |
| ----------------------------- | ------------------------------------------------------------------------- | ------------ | --------------- |
| Олефіренко Ігор Володимирович | Сільський голова, 1964 року народження, безпартійний                      | 26.03.2006   | 31.10.2010      |
| Дудченко Валентина Степанівна | Сільський голова, 1964 року народження, освіта вища, член Партії регіонів | 31.10.2010   |                 |

Примітка: таблиця складена за даними сайту Верховної Ради України

### Депутати
За результатами місцевих виборів 2010 року депутатами ради стали:

#### За суб'єктами висування
| Суб'єкт висування         | Кількість обраних депутатів | %    |
| ------------------------- | --------------------------- | ---- |
| Партія регіонів           | 11                          | 61,1 |
| Самовисування             | 6                           | 33,3 |
| Народна Екологічна партія | 1                           | 5,6  |

#### За округами
| № округу                  | Прізвище, ім'я, по батькові     | Дата визнання обраним | Освіта             | Партійна приналежність                        | Відомості про обраного депутата                                                   |
| ------------------------- | ------------------------------- | --------------------- | ------------------ | --------------------------------------------- | --------------------------------------------------------------------------------- |
| Народна Екологічна партія |                                 |                       |                    |                                               |                                                                                   |
| 8                         | Шакаленко Максим Сергійович     | 04.11.2010            | вища               | позапартійний                                 | Птахівська загальноосвітня школа, вчитель фізики і інформатики                    |
| Партія регіонів           |                                 |                       |                    |                                               |                                                                                   |
| 1                         | Березень Вячеслав Олександрович | 04.11.2010            | вища               | член Партії регіонів                          | Фермерське господарство «Гербера», голова                                         |
| 2                         | Дудченко Галина Степанівна      | 04.11.2010            | вища               | позапартійна                                  | ДКП «Світанок», директор                                                          |
| 4                         | Слюсарчук Ольга Дмитрівна       | 04.11.2010            | вища               | член Партії регіонів                          | тимчасово не працює                                                               |
| 5                         | Ковтун В'ячеслав В'ячеславович  | 04.11.2010            | вища               | позапартійний                                 | Птахівська загальноосвітня школа, вчитель фізичної культури і ОЗВ                 |
| 7                         | Деліта Раїса Володимирівна      | 04.11.2010            | вища               | член Партії регіонів                          | тимчасово не працює                                                               |
| 9                         | Шатило Ірина Володимирівна      | 04.11.2010            | вища               | член Партії регіонів                          | тимчасово не працює                                                               |
| 10                        | Харченко Юлія Миколаївна        | 04.11.2010            | середня            | член Партії регіонів                          | тимчасово не працює                                                               |
| 12                        | Санін Віталій Анатолійович      | 04.11.2010            | вища               | член Партії регіонів                          | тимчасово не працює                                                               |
| 15                        | Пурхаленко Тетяна Василівна     | 04.11.2010            | вища               | позапартійна                                  | СТОВ «Восход», завідувачка ферми                                                  |
| 17                        | Никитюк Петро Михайлович        | 04.11.2010            | вища               | позапартійний                                 | тимчасово не працює                                                               |
| 18                        | Пулінець Валентина Леонідівна   | 04.11.2010            | середня спеціальна | позапартійна                                  | Миколаївський фельдшерсько-акушерський пункт, медична сестра                      |
| Самовисування             |                                 |                       |                    |                                               |                                                                                   |
| 3                         | Кумпан Наталія Вікторівна       | 04.11.2010            | вища               | позапартійна                                  | Птахівська загальноосвітня школа, заступник директора з навчально-виховної роботи |
| 6                         | Крилова Ірина Віталіївна        | 04.11.2010            | вища               | член Політичної партії «Наша Україна»         | Птахівська сільська рада, секретар                                                |
| 11                        | Мельницька Людмила Павлівна     | 04.11.2010            | вища               | член Політичної партії «Наша Україна»         | Птахівська сільська рада, спеціаліст із земельних питань                          |
| 13                        | Костенко Лілія Віталіївна       | 04.11.2010            | вища               | член Всеукраїнського об'єднання «Батьківщина» | тимчасово не працює                                                               |
| 14                        | Холод Світлана Володимирівна    | 04.11.2010            | вища               | член Соціал-демократичної партії України      | Птахівська сільська рада, головний бухгалтер                                      |
| 16                        | Колодка Любов Іванівна          | 04.11.2010            | середня            | позапартійна                                  | Миколаївський сільський клуб, завідувачка                                         |

## Населення
Згідно з переписом УРСР 1989 року чисельність наявного населення сільської ради становила 1843 особи, з яких 843 чоловіки та 1000 жінок.
За переписом населення України 2001 року в сільській раді мешкали 1793 особи.

### Мова
Розподіл населення за рідною мовою за даними перепису 2001 року:
| Мова       | Відсоток |
| ---------- | -------- |
| українська | 91,25 %  |
| російська  | 7,28 %   |
| молдовська | 0,06 %   |
| інші       | 1,41 %   |